# 練馬区立関町北小学校
練馬区立関町北小学校（ねりまくりつ せきまちきたしょうがっこう）は、東京都練馬区関町北にある公立小学校。
現在の校舎は、2023年に完成した。

## 沿革
- 1958年11月1日 - 関町6丁目348番地に練馬区立石神井西小学校分校として開校[1]
- 1959年4月1日 - 東京都練馬区立関町北小学校として独立
- 2019年9月1日 - 老朽化に伴う校舎改築のため仮設校舎に移転[2]
- 2023年11月2日 - 新校舎・校庭が完成　記念式典挙行[3]

## 通学区域
- 関町北4丁目
- 関町北5丁目[4]

## 進学先中学校
- 練馬区立関中学校[4]

## 交通
- 西武鉄道西武新宿線武蔵関駅下車徒歩10分。
- 西武バス「吉62」系統「関町北小学校」停留所下車徒歩4分。